# Willa O'Neill
Willa O' Neill (Auckland, 24 de outubro de 1974) é uma atriz neozelandesa.

## Prêmios e indicações
- 1992 - indicada por melhor atriz coadjunvante pelo Australian Film Institute por Secrets.[1]
- 1995 - prêmio por seu papel como mãe adolescente em um episódio do docu-drama True Life Stories.[1]
- 1997 - prêmio como melhor atriz coadjuvante em Toplessa Women.[1]
- 2000 - Melhor atriz por Nokia New Zealand Film com Scarfies[2].

## Filmografia
| Ano       | Título                               | Papel                  | Notas                                                     |
| --------- | ------------------------------------ | ---------------------- | --------------------------------------------------------- |
| 1990      | The New Adventures of Black Beauty   | Willa                  | Episode: "Hope"                                           |
| 1990      | The Billy T James Show               | Nadine                 | TV series                                                 |
| 1992      | An Angel at My Table                 | Edith                  |                                                           |
| 1992      | Shortland Street                     | Serena Hughes          | TV series                                                 |
| 1992      | Secrets                              | Vicki                  |                                                           |
| 1995–2000 | Xena: A Princesa Guerreira           | Lila, irmã de Gabriele | 6 episódios                                               |
| 1996      | Hercules: The Legendary Journeys     | Phoebe                 | Episódio: "Once a Hero" Episode: "The Wedding of Alcmene" |
| 1997      | Hercules: The Legendary Journeys     | Althea                 | Episódio: "...and Fancy Free"                             |
| 1997      | The Bar                              |                        | Curta                                                     |
| 1998      | Topless Women Talk About Their Lives | Prue                   |                                                           |
| 1998      | The Chosen                           | Eileen O'Connor        | TV movie                                                  |
| 1999      | Hercules: The Legendary Journeys     | Althea                 | Episódio: "Greece Is Burning"                             |
| 1999      | Scarfies                             | Emma                   |                                                           |
| 1999      | Greestone                            |                        |                                                           |
| 2000      | Price of Milk                        | Drosophila             |                                                           |